# Karl von Schwerin
Karl Viktor Hans Bogislav Graf von Schwerin (* 9. Januar 1844 in Schwerinsburg; † 16. Februar 1901 in Nassau) war ein deutscher Verwaltungsbeamter und Landwirt.

## Leben
Karl war der Sohn des Fideikommissherrn Viktor Graf von Schwerin (* 1814; † 1903) und der Ida Freiin von Schimmelmann (* 1818; † 1889), Tochter des Forstmeisters Ernst Freiherr von Schimmelmann und der Elisabeth Freiin von Seebach. Karl gehörte so zur genealogischen Familienliene Putzar.
Karl von Schwerin studierte Rechtswissenschaften an der Ruprecht-Karls-Universität Heidelberg. 1862 wurde er Mitglied des Corps Saxo-Borussia Heidelberg. Nach dem Studium trat er in den preußischen Staatsdienst ein. Als Regierungsassessor bei der Regierung in Magdeburg wurde er 1873 zum Landrat des Landkreises Schlawe ernannt. 1877 wechselte er als Landrat in den Oberlahnkreis, wo er das Amt bis Ende 1888 innehatte. Bei der Reichstagswahl 1878 kandidierte er im Reichstagswahlkreis Regierungsbezirk Wiesbaden 4 als konservativer Kandidat, konnte sich aber mit 35,1 % gegen den Mandatsinhaber Hubert Arnold Hilf nicht durchsetzen. Anschließend war er bis August 1889 Landrat des Landkreises Anklam. Zuletzt lebte er als Rittergutspächter in Schwerinsburg.
Karl von Schwerin heiratete 1876 in Friedenhausen Luise Freiin von Nordeck zur Rabenau (* 1849; † 1906), Tochter des hess. Kammerherrn Freiherr von Nordeck und der Clara Philips. Das Ehepaar Luise und Karl hatte zwei Kinder. Tochter Gudrun (* 1878; † 1969), sie übersetzte 1930 Axel Munthes Das Buch von San Michele ins Deutsche, heiratete den Biologen Jakob Johann von Uexküll. Der Sohn Eberhard Graf Schwerin (* 1882) gründete mit Adina Gräfin zu Eulenburg-Liebenberg (* 1880) eine Familie, wurde Diplomat und u. a. Erbe von Schwerinsburg. Adina von Schwerin ist eine Tochter der Augusta Sandels aus schwedischem Adel und des Fürsten Philipp zu Eulenburg.
Thure von Uexküll (1908–2004) und Gösta von Uexküll (1909–1993) waren Enkel des Karl von Schwerin.

## Genealogie
- Hans Friedrich von Ehrenkrook, Jürgen Thiedicke von Flotow, Carola von Ehrenkrook, Johann Georg von Rappard, u. a.: Genealogisches Handbuch der Gräflichen Häuser. A (Uradel). 1952. Band I, Band 2 der Gesamtreihe GHdA, Hrsg. Deutsches Adelsarchiv, C. A. Starke Verlag, Glücksburg (Ostsee) 1952, S. 394.